# 诺格利基

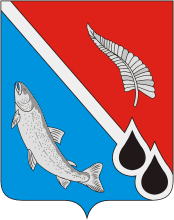
诺格利基市市章

诺格利基是俄罗斯萨哈林州的一座城市。位于库页岛北部东海岸的一座城市。该地的主要产业是石油和天然气工业。人口约12,000人。
该地有库页岛上的原住民族尼夫赫人生活。